# Fermi-Diracstatistiek
De Fermi-Diracstatistiek of Fermi-Diracverdeling is een model uit de kwantumfysica dan wel de statistische thermodynamica dat het te verwachten aantal fermionen beschrijft dat een bepaalde energie {\displaystyle \epsilon _{i}} heeft. Dit model is genoemd naar de natuurkundigen Enrico Fermi en Paul Dirac.

## Formule
De Fermi-Diracstatistiek is opgebouwd uit de volgende formule:
{\displaystyle n_{i}={\frac {g_{i}}{e^{(\epsilon _{i}-\mu )/kT}+1}}}
Hierin geldt:
{\displaystyle n_{i}\ } is het aantal deeltjes in toestand i,
{\displaystyle \epsilon _{i}\ } is de energie van toestand i,
{\displaystyle g_{i}\ } is het aantal toestanden dat deze energie {\displaystyle \epsilon _{i}\ } heeft
{\displaystyle \mu } is de chemische potentiaal
k is de Boltzmannconstante
T is de absolute temperatuur.

## Fermi-functie

Fermi-verdeling voor verschillende temperaturen van 0 K tot 1200 K (rode lijn: T = 0 K)

Bij gangbare temperaturen kan de temperatuurafhankelijkheid van de chemische potentiaal {\displaystyle \mu } verwaarloosd worden en kan in plaats hiervan een temperatuuronafhankelijk fermi-niveau (genoteerd als {\displaystyle E_{F}\ }) gebruikt worden:
{\displaystyle F(E)={\frac {1}{e^{(E-E_{F})/kT}+1}}}
Voor {\displaystyle g_{i}\ } is een waarde van 1 genomen (ofwel iedere energie kan één deeltje 'bevatten'), dus het gaat hier om de bezettingsgraad van energieniveau E. Deze functie wordt de fermi-functie genoemd.